# Этический кодекс
Этический кодекс или моральный кодекс — система правил или этических принципов, управляющих поведением членов определенного сообщества (социальной, профессиональной или этнической группы), выражающих понимание достойного поведения в соответствии с этическими принципами, моралью данного сообщества.

## Религиозные кодексы
Этическая доктрина всякой религии как правило оформляется в виде кодекса, предписывающего верующим определенную линию поведения в различных ситуациях, регулирующую их отношения между собой, внешним миром и Богом. Уровень детализации этих требований в разных религиях разный, однако во всех кодексах, представляющих религиозные культы, доказавшие свою жизнеспособность, идеи уважения к жизни, здоровью, собственности и личному достоинству человека представлены вполне отчетливо, причем не только по отношению к адептам своей религии, но и на определенном уровне к иноверцам.
Примерами религиозных моральных кодексов являются:
- золотое правило нравственности;
- Десять заповедей авраамических религий
- Семь законов потомков Ноя и 613 заповедей в иудаизме;
- Пять священных заповедей, Восьмеричный Путь и Десять заповедей буддизма;
- Яма и нияма в индуизме;
- Десять правил даосизма;
- Древнеегипетский кодекс Маат.

Примеры монашеских кодексов:
- Патимоккха
- Бенедиктинский кодекс[англ.]

## Профессиональные кодексы
Профессиональные кодексы принимаются обычно профессиональными объединениями, либо правительствами, либо неправительственными организациями. Профессиональный кодекс часто выражает правила профессиональной ответственности, в которых рассматриваются часто встречающиеся сложные случаи, и объясняется, какое поведение в этих ситуациях следует считать этичным, а какое нет, и почему. Для члена профессионального сообщества отклонение от профессионального кодекса может быть поводом для исключения из организации. Например, в практическом руководстве за 2007 год Международная федерация бухгалтеров предлагает следующее рабочее определение:
Принципы, ценности, стандарты и правила поведения, которыми руководствуются при принятии решений, для процедур и сетей организации, которые (a) обеспечивают выгоду ключевых вкладчиков, и  (b) уважают права всех доверителей, чьи интересы затрагиваются действиями компании.
Примеры профессиональных кодексов:
- Клятва Гиппократа и Кодекс Персиваля в медицине,
- Кредо журналиста,
- Авиационный кодекс,
- Бусидо,
- Кодекс профессиональной этики Международной ассоциации переводчиков конференций.
- Этические рекомендации Американского математического общества Архивная копия от 19 декабря 2020 на Wayback Machine и Европейского математического общества Архивная копия от 10 апреля 2019 на Wayback Machine.

## Корпоративные кодексы
Многие компании используют корпоративные кодексы поведения для повышения эффективности управления и поддержания репутации. Кодекс обычно открыто публикуется и доступен всем, кто интересуется деятельностью компании. В нём описываются моральные обязательства компании по отношению к своим сотрудникам, клиентам, обществу в целом, а также ожидания компании в отношении поведения своих сотрудников.
Среди организаций с опубликованными корпоративными кодексами — Amazon, Apple, Colgate-Palmolive, Ford, Google, Intel, Microsoft.
Другие примеры этических кодексов:
- Моральный кодекс строителя коммунизма
- Пиратский кодекс
- Серебряное правило[англ.]